# Río Jacaguas
Río Jacaguas es un río en Juana Díaz, Puerto Rico.